# Protipotratové násilí
Protipotratové násilí je násilí páchané proti jednotlivcům a skupinám, které poskytují interrupce. Násilné incidenty zahrnují ničení majetku (vandalismus, žhářství, bombový útok), trestné činy jako únosy, pronásledování (stalking), násilné útoky, masovou střelbu a dokonce i úkladné vraždy.
Útočníci/pachatelé protipotratového násilí jsou považováni za extremisty a v řadě zemí za teroristy. G. Davidson Smith z kanadské rozvědky protipotratové násilí řadí mezi terorismus jednoho tématu. Studie z let 1982–87 protipotratové násilí klasifikuje jako „subrevoluční“ a „omezený politický terorismus“.
Nejvíce útoků se odehrálo ve Spojených státech amerických, další dokumentované incidenty se odehrály také v Austrálii, Kanadě, na Novém Zélandu. Cílené protipotratové násilí je nábožensky motivované, útočníci se rekrutují nejčastěji z řad křesťanských teroristů a křesťanské pravice.